# برای شکوه بزرگتر
برای شکوه بزرگتر (به انگلیسی: For Greater Glory) یا برای جلال بزرگتر فیلمی محصول سال ۲۰۱۲ و به کارگردانی دین رایت است. در این فیلم بازیگرانی همچون اندی گارسیا، اسکار آیزاک، کاتالینا ساندینو مورنو، سانتیاگو کاباررا، روبن بلیدز، بروس مک‌گیل، آدریان آلونسو، اوا لونگوریا، پیتر اوتول، نستر کاربونل، ادواردو برساتگی و بروس گرینوود ایفای نقش کرده‌اند.